# Gärds härad
Gärds härad var ett härad i nordöstra Skåne i dåvarande Kristianstads län som numera utgör södra delen av Kristianstads kommun.  Häradets areal var 650,07 kvadratkilometer varav 639,54 land.  Gärds härad hade sitt tingsställe i Tings Nöbbelöv i Vä socken fram till 1892, då Gärds och Albo härader bildade ett gemensamt tingslag med säte i Degeberga. 

## Häradsvapen
Häradsvapnet fastställdes av Kungl. Maj:t den 4 april 1952: "I blått fält två ax på ett gemensamt strå, från vilket två blad utgår åt vardera sidan, allt av guld".

## Geografi
Häradets huvudbygd utgörs av Kristianstadsslätten väster om Helge å. De största tätorterna är idag Tollarp och Degeberga, samt västra delen av Kristianstad (Vilan och Vä med omnejd).  
Häradet gränsar i söder till Albo härad, i sydväst till Färs härad, i väster till Frosta härad, i norr till Västra och Östra Göinge härader samt i öster till Villands härad och Östersjön.

## Socknar
Alla i Kristianstads kommun
- Degeberga
- Djurröd
- Everöd
- Huaröd
- Hörröd
- Köpinge
- Linderöd
- Lyngsjö
- Maglehem
- Norra Åsum uppgick 1941 i Kristianstads stad
- Skepparslöv
- Träne
- Vittskövle
- Västra Vram
- Vä
- Äsphult
- Östra Sönnarslöv
- Östra Vram

Samt före 1890
- en del av Svensköps socken som i övrigt hör till Frosta härad

## Län, fögderier, domsagor, tingslag och tingsrätter
Häradet hörde mellan 1615 och 1996 till Kristianstads län. Från 1997 ingår området i Skåne län.  Församlingarna tillhörde Lunds stift
Häradets socknar hörde till följande fögderier:
- 1720-1917 Villands, Gärds och Albo fögderi
- 1918-1966 Tollarps fögder
- 1967-1990 Kristianstads fögderi,

Häradets socknar tillhörde följande domsagor, tingslag och tingsrätter:
- 1682-1891 Gärds tingslag i
  - 1682-1860 Gärds, Albo och Villands häraders domsaga
  - 1861-1891 Gärds och Albo häraders domsaga
- 1892-1966 Gärds och Albo domsagas tingslag i Gärds och Albo häraders domsaga
- 1967-1970 Kristianstads domsagas tingslag i Kristianstads domsaga

- 1971- Kristianstads tingsrätt med Kristianstads tingsrätts domsaga